# 张应杰
张应杰（1968年4月—），中华人民共和国政治人物，生于福建福州。长期在司法主管部门任职。现任中华人民共和国中央政府驻澳门联络办公室副主任。

## 生平
1991年7月，本科毕业于南京大学法律系经济法专业。2003年12月，在职获得华东政法学院法律硕士学位。
本科毕业后赴广东省汕头市工作，历任汕头市中级人民法院书记员、助审员、研究室副主任、研究室主任，中共汕头市委政研室（市体改办）副主任，汕头市人民政府副秘书长，中共汕头市委副秘书长、办公室主任等职务。
汶川大地震发生后，2008年8月，以汕头市市长助理、副厅级干部的职务，参与四川省汶川县草坡乡恢复重建工作，并担任工作组组长。
2011年2月，回到广东汕头，任汕头市人民政府副市长。2011年11月，任中共汕头市委常委、秘书长。2016年1月，转任汕头市人民政府常务副市长。
2016年9月，转入法院系统，任广州铁路运输中级法院党组书记、院长、一级高级法官，并晋升正厅级。2021年5月，任深圳市中级人民法院党组书记、院长。
2023年1月8日，任云南省高级人民法院副院长、代理院长。同年1月18日，当选为云南省高级人民法院院长，晋升副部级。2024年12月，调离云南，出任中央人民政府驻澳门特别行政区联络办公室副主任。